# 南比奥科省
南比奧科省（西班牙語：Bioko Sur）是非洲國家赤道幾內亞的一個省，位於比奧科島南部。面積1,241平方公里:4，2015年人口34,674人。首府盧巴。